# Abelsberg
Abelsberg är en ort i Harakers socken i norra delen av Västerås kommun i Västmanlands län. Vid folkräkningen år 2000 klassade SCB Abelsberg som en småort men till nästkommande redovisning av befolkningsstatistik, 5 år senare, förlorade orten status som småort. Vid avgränsningen 2020 klassades den åter som småort och förlorade den statusen 2023.
Byn består av enfamiljshus och bondgårdar. Länsväg U 673 passerar väster om Abelsberg.
Svartån flyter strax väster om byn.

## Omgivande orter
Nedanstående graf beskriver ett urval orter i omgivningen, inom en radie av 14 kilometer.